# 特殊性關係

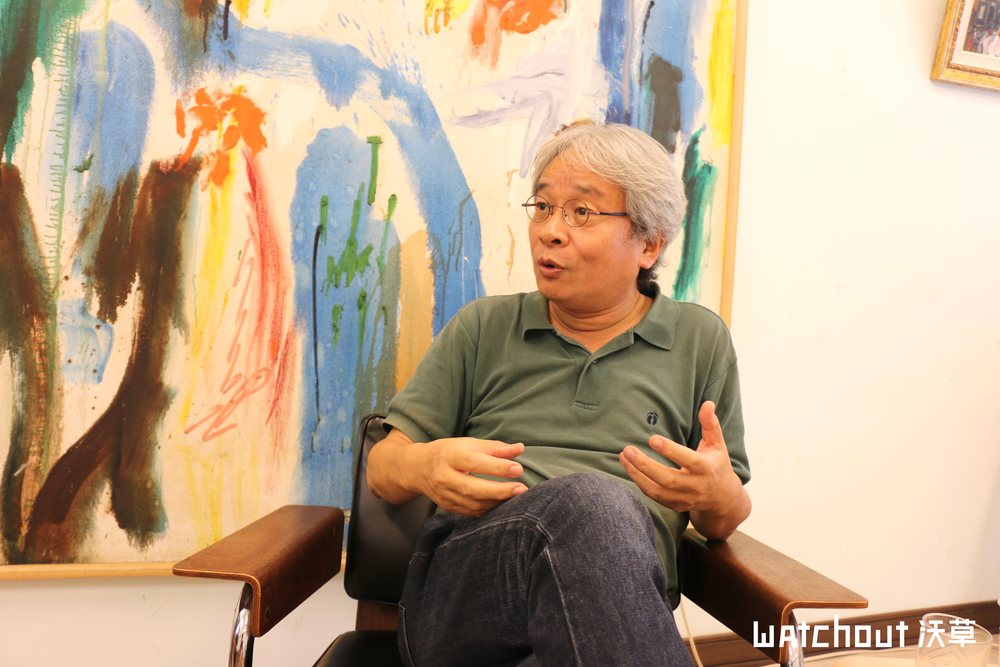
提出「特殊性關係」一詞的馮光遠

特殊性關係是一個由台灣媒體人馮光遠創造，用來諷刺2013年時任中華民國總統馬英九和中華民國駐美國代表金溥聰之間的關係的詞彙。馮光遠認為金溥聰缺乏外交和國安方面的背景和才幹，之所以能擔任駐美代表與國安會要職，是因為和馬英九有「特殊性關係」，馮光遠認為自己在使用「特殊性關係」一詞時，強調的是「『特殊性』關係」，而非「特殊『性關係』」，而金溥聰認為馮光遠誣指自己和馬英九有「性關係」，並暗指自己是男同性戀，遂向馮光遠提出刑事誹謗和公然侮辱之訴。經地方法院、高等法院審理後，刑事部份判馮光遠無罪，民事部份馮判賠50萬。
「特殊性關係」一詞引起了一些關於歧視同性戀和言論自由的討論，並在波多野結衣悠遊卡事件中被臺北市議員徐弘庭所使用。

## 背景
金溥聰是馬英九的重要幕僚之一，在馬英九於2012年競選總統並勝選連任後，於同年進行人事改組，讓金溥聰出任中華民國駐美國代表，並在2014年3月25日接任國安會秘書長。馮光遠一篇發表於2012年、發表在個人部落格的文章〈台灣已成一個由兩個具特殊性關係的人領航的國家？〉指出，金溥聰缺乏外交和國安方面的背景和專業，之所以能接掌上述兩個要職，介入許多不該介入的事務，全是靠著與馬英九的「特殊性關係」，他強調同性戀政客是最容易被勒索的一種人，若總統身為同性戀更是非同小可，他也在「PTT鄉民有約」活動中指出，身為同志的馬英九藉著自己的地位將國家的權位當成禮物一樣贈送。另一方面，金溥聰曾在多個場合表示自己和馬英九並非同性戀，馬英九也曾多次表示自己不是同性戀。

## 金溥聰訴馮光遠

### 一審
2013年11月，金溥聰因為馮光遠批評自己與馬英九間有「特殊性關係」，並使用「下三濫」、「混帳王八蛋」、「媒體敗類」、「人渣」、「男妓」等詞彙辱罵自己，分別提起民事和刑事訴訟，刑事部分提出加重誹謗和公然侮辱，民事則求償新臺幣200萬元。金溥聰表示自己的女兒也問自己是不是同性戀，足以證明「特殊性關係」一詞已造成困擾，而馮光遠認為終於可以公開討論馬英九是不是櫃子裏的同性戀，並呼籲馬英九應該出櫃，藉此使台灣的同志平權往前邁進。相較於提出告訴的金溥聰，馬英九對「特殊性關係」的態度較為和緩。
對於「特殊性關係」一詞，馮光遠認為每個人可以自由解釋「特殊性關係」要強調的是「『特殊性』關係」或「特殊『性關係』」，而他的解釋是「『特殊性』關係」，他在受審時陳述，「特殊性關係」是不同於「一般性」、「國家性」、「國際性」的關係。而金溥聰認為馮光遠的意思是「特殊『性關係』」。
2014年10月8日，台北地方法院經審理後判馮光遠無罪。台北地院認為馮光遠指的「特殊性關係」是指馬英九和金溥聰間的密切交情，而非同性戀傾向，即是將「特殊性關係」解釋為「『特殊性』關係」，並認為馮光遠都是針對具體的事件做出評論，而非從事件中割裂出來、毫無理由的謾罵，因此不構成公然侮辱，屬於合理評論，且其言論不足以損及金溥聰的名聲，而馮光遠也沒有妨害金溥聰名譽的犯意，因此判馮光遠無罪。對於判決結果，金溥聰表示不滿並決定提起上訴。而馮光遠當時則因為在夢想家事件中辱罵盛治仁是人渣公務員，遭判拘役二十天，判決結果出爐時仍在入監服刑中。此項判決讓部分網友認為金溥聰是被法院認證的蠢材、人渣和男妓，而他和馬英九之間也有著法院認證的特殊性關係。
2015年1月，台北地院對金溥聰提出的民事告訴作出判決，判金溥聰敗訴，馮光遠無須賠償道歉，馮光遠得知後發表文章嘲諷金溥聰。

### 二審
由於不服一審的判決，金溥聰再度向馮光遠提出刑事及民事的告訴，刑事部份控告加重誹謗及公然侮辱，民事部分則求償新臺幣200萬元並登報道歉。金溥聰發出聲明，表示馮光遠的言論是為了選舉造勢，而自己不接受馮光遠的造謠與毀謗。高等法院在2015年9月21日審理此案，馮光遠在庭上重申自己重視兩性平權，強調已婚的總統的沒有感情上的隱私，並說明這是國安問題。高等法院在同年10月6日作出判決，刑事部分維持原有判決，認為馮光遠的用詞雖然尖酸刻薄，但是為評論可受公評之事，屬於善意評論，而非影射馬英九和金溥聰是同性戀，因此判馮光遠無罪定讞；民事部分，高等法院將「特殊性關係」解釋為愛侶關係，並認為馮光遠在未提出具體事證下將無關公眾利益的私人感情事務廣泛公諸於世，不屬於言論自由的保障範圍，而他在評論中使用的詞彙如「政治人渣」、「混帳王八蛋」、「媒體敗類」、「男妓」等，法官也認定屬於謾罵、人身攻擊，判馮光遠敗訴，須賠償新臺幣100萬元並在《自由時報》、《聯合報》、《中國時報》和《蘋果日報》的頭版登報道歉一天，登報費用約新臺幣95萬元。
一位網友整理臺灣因為辱罵他人、挨告賠償的相關新聞後，發現罰款金額最高的便是新臺幣100萬的「特殊性關係」。

### 廢棄原決
馮光遠不服二審判決，上訴至最高法院。2017年5月3日，最高法院廢棄高院判決，發回高院更審。最高法院認為金溥聰身為自願進入公領域的人物，對言論批評應具有較高程度的退讓，而賠償和登報道歉部份則考量雙方的社經地位，決定廢棄原判決，發回更審。對此，國民黨籍政治人物羅智強感慨並諷刺民進黨政府乾脆廢除毀謗的刑責與妨害名譽的民事責任，讓眾人可以恣意開罵。
2017年12月，高等法院更一審開庭審理此案。馮光遠表示自己的評論主旨在於譴責利用私交謀取權位的行為，並重申不應歧視同性戀；而金溥聰認為馮光遠的評論已超出法律容許的範圍，令自己備感痛苦。

## 批評與辯論

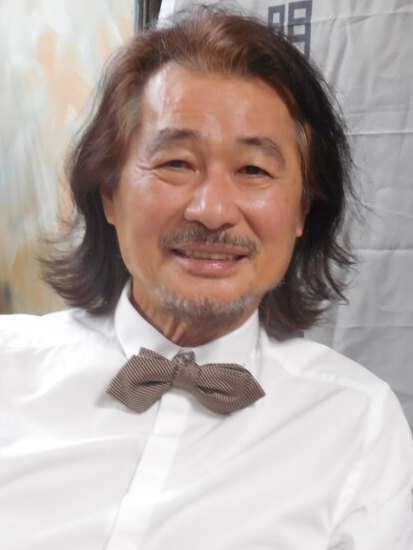
曾經要求蔡英文公開性傾向的施明德

馮光遠的「特殊性關係」一說引起了關於言論自由和性向歧視的相關討論。以性／別角度撰寫評論的共筆部落格queerology在評論中引述身為同志的政治人物苗博雅的演講內容，指出政府官員的性向並非關鍵，他的私生活是否涉及濫用職權或利益交換才是問題所在，而「特殊性關係」是放大檢視了男性之間的性。queerology團隊中的V太太也譴責此一說法，指出問題的核心在於馬英九和金溥聰是否有「特殊關係」，與「性」毫無關聯。同志藝術家Walis Hsu也持相同的看法，指出性向和施政能力無關，而馮光遠貶低男性以得到自己的政治光環的作法與中學生無異。人類學研究者江河清認為馮光遠特別擅長詭辯和操弄文字，並透過可以因斷句而有不同解釋的「特殊性關係」一詞把問題怪罪到讀者的主觀認定。律師段正明則認為金溥聰已經多次表示自己不是同志，且未能指出馮光遠的言論損害名譽的具體事證，因此社會大眾不會認為馮光遠的嘲諷是事實，而馮光遠的嘲諷言論其來有自，又與公共事務相關，文明和民主的社會應保障這樣的言論自由。
在由新頭殼舉辦的一場線上辯論中，由提出「特殊性關係」一詞的馮光遠擔任正方，作家羅毓嘉、楊索擔任反方，針對「特殊性關係是否有助於同志平權運動」做出辯論。馮光遠在辯論中表示，由於涉及國安問題，身為國家元首的馬英九不容許在性向方面有所隱瞞，以免情報單位以之威脅，他也重申金溥聰沒有外交背景卻介入外交職務的論述；而羅毓嘉和楊索認為馮光遠的論述缺乏對同志的理解，並指出馮光遠始終無法提出馬英九與金溥聰是同性戀的證據，只是將台灣民眾對政府的不滿和同性戀連結，暗示同性戀裙帶關係的不潔，此番言行和要求蔡英文表明性向的施明德沒有分別。
對於批評自己汙名化同志的說法，馮光遠予以否認，並說明「特殊性關係」一詞不是針對金溥聰，馬英九的同學沈呂巡、學妹羅瑩雪都是藉著「特殊性關係」才得到特定的政治地位。他表示自己是同志電影《囍宴》的編劇之一、也是支持同性戀的人，並表示同性戀並非貶義詞，即使被指是同性戀也沒有名譽受損的疑慮，另外，他指出汙名同志的人是馬英九。

## 對柯文哲的使用

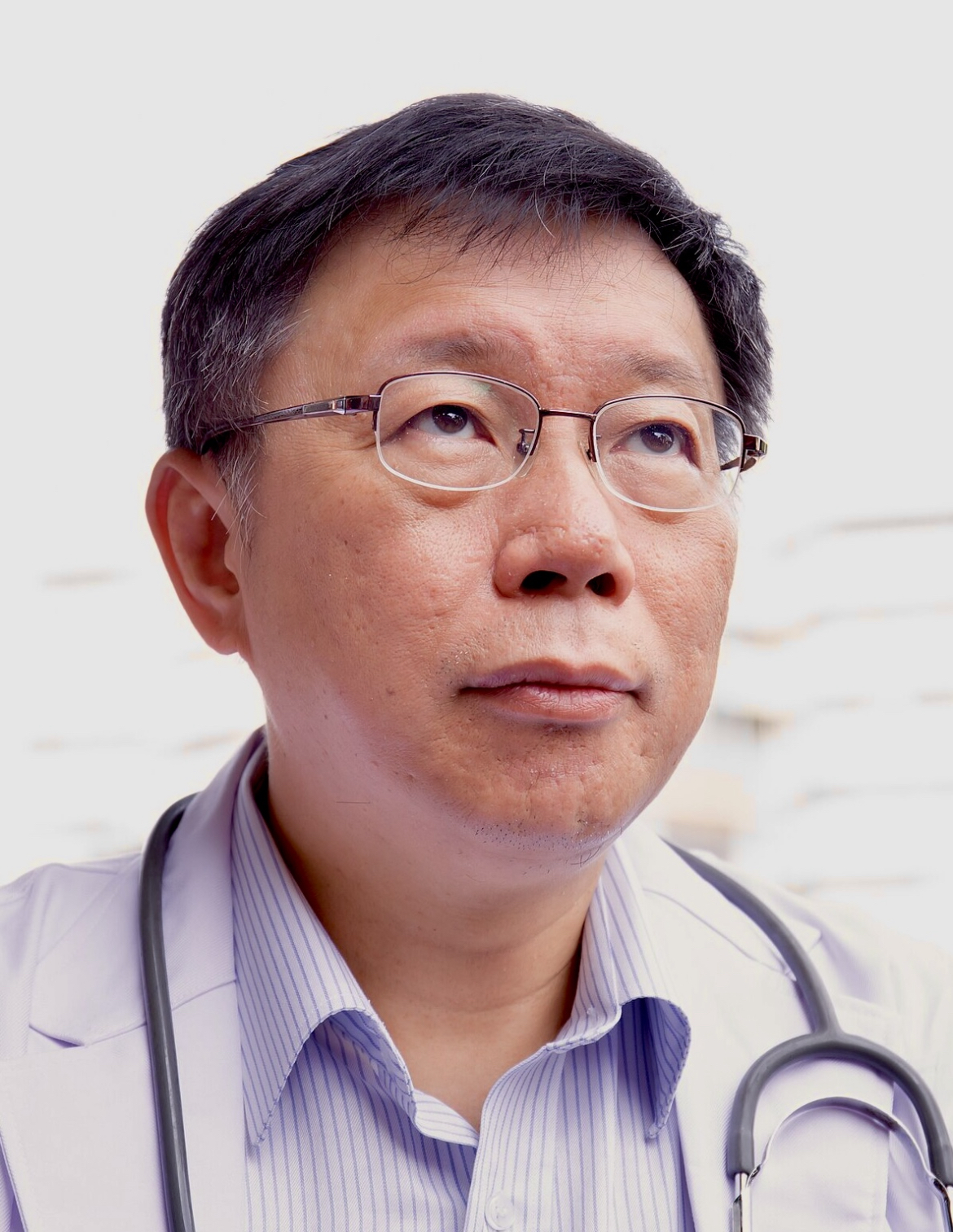
被徐弘庭認為與戴季全有「特殊性關係」的柯文哲

在2015年8月至9月發生波多野結衣悠遊卡事件期間，有議員揭露時任臺北市市長柯文哲拿了三千套「波多野結衣悠遊卡」做公關，柯文哲未列出拿取公關悠遊卡的完整名單，被台北市議員徐弘庭批評袒護悠遊卡公司董事長戴季全，徐弘庭引用馮光遠的說詞，批評「我真的講，馮光遠有一天會說，你（柯文哲）跟戴季全有特殊性關係。」，柯文哲聞言後十分氣憤，右手握拳捶桌，並在事後表示不能接受人身攻擊。徐弘庭在政論節目中解釋，馬英九和金溥聰在政治選擇和政治價值的判斷上，存在一個較特殊的關係，而他認為柯文哲和戴季全間也有類似的關係，但此舉卻引起金溥聰不滿，批評徐弘庭「學人玩弄文字遊戲」；馮光遠得知此事後提醒徐弘庭要學習批判的技巧，並勸柯文哲應該要有更多的幽默感，他還開玩笑地表示和柯文哲有「特殊性關係」的不是戴季全而是自己，因為柯文哲在自己參選第九屆立法委員時贈送了一幅中堂。
時任民進黨籍立委梁文傑、國民黨籍立委蔡正元、媒體人周玉蔻、靜宜大學中文系教授臧汀生皆對此事發表評論，不滿徐弘庭的網友則到徐弘庭的Facebook個人頁面上留言譴責，連帶批評國民黨議員的素質。而柯文哲捶桌的畫面則成為了一個網絡迷因，有網友將之剪輯，與節奏遊戲《太鼓之達人》系列作品的遊戲畫面、選秀節目《中國好聲音》的節目影片合成，製作出柯文哲遊玩節奏遊戲和擔任選秀節目評審的惡搞影片，甚至在中國大陸也出現了為數不少的惡搞GIF表情包。